# Хасан Али-хан Гарруси
Хасан Али-хан Гарруси (перс. حسنعلی‌خان گروسی‎ — 'Хасан Али-хан Амир Низам') (1820 — 1900) — известный бригадный генерал, политик, литератор и общественный деятель каджарской эпохи в Иране (XIX в.). В частности, он был главным администратором при коронованном принце в Тебризе Музаффар ад-дине, позднее ставшим шахом Персии (1896-1907).

## Биография
Родился в октябре 1820 года в городе Биджар в Иранском Азербайджане.Отцом его был пользовавшийся уважением при дворе Фатх-‘Али-шаха Мухаммад Садик-хан. Амир Низам Гарруси помимо своей политической деятельности интересовался и искусством. В литературной и каллиграфической деятельности придерживался своего собственного стиля, названного «стилем Амирнизама». Два его письменных памятника «Манша’ат» («Истоки») и «Панднаме-йи Йахйавийе» («Наставления Йахйи»), дошедшие до наших дней, демонстрируют весь его талант в этом деле.
Он был не только искусным каллиграфом, но и полноправным поэтом, сочинившим несколько фрагментарных стихов в честь своих покровителей. Он создавал как рукописные произведения, так и эпиграфические. Долгое время жил в Тебризе, и многие его работы были созданы именно там.
Впоследствии — Чрезвычайным и Полномочным послом Персии в Блистательной Порте (Османской империи). В 1893 году Хасан Али-хан Гарруси по приказу Насреддин-шаха был назначен губернатором Азербайджана.
1897 года Хасан Али-хан Гарруси был послом Ирана во Франции.
Хасан Али-хан Гарруси умер 1900 года.